# Elemosineria apostolica
Il Dicastero per il servizio della carità o Elemosineria apostolica (in latino Dicasterium servitio caritatis praepositum seu Eleemosynaria Apostolica) è uno dei 16 dicasteri della Curia romana.

## Storia
L'origine dell'Elemosineria risale ai primi secoli della Chiesa, quando alcuni diaconi erano incaricati dal Papa di distribuire le elemosine ai poveri di Roma. Successivamente tale incarico fu esercitato da uno o più familiari dei Pontefici senza una speciale dignità gerarchica o prelatizia, che fu data in seguito. 
In una bolla di papa Innocenzo III (1198-1216) si legge che l'Elemosiniere era una carica già esistente. Tuttavia l'Elemosineria venne formalmente istituita nel XIII secolo da papa Gregorio X.
A partire dal pontificato di Leone XIII questa istituzione ha il compito di inviare le pergamene con le benedizioni papali e il ricavato delle offerte di coloro che richiedono le pergamene sarà devoluto per le opere di carità del Papa.
Il 5 giugno 2022, con l'entrata in vigore della costituzione apostolica Praedicate evangelium, assume il duplice nome di "Dicastero per il servizio della carità" e di "Elemosineria apostolica", divenendo a tutti gli effetti un organismo interno alla Curia romana.

## Competenze
Il compito principale dell'Elemosineria Apostolica è quella di svolgere "a nome del Santo Padre il servizio di assistenza verso i poveri e dipende direttamente da lui" (Pastor Bonus, n. 193). Va considerata, quindi, una longa manus del Papa.
Uno dei servizi più conosciuti compiuto dall'Elemosineria, in particolare dall'Ufficio Pergamene, è quello di estendere le benedizioni apostoliche a nome del Papa, in occasione di particolari ricorrenze, quali:
- Sette Sacramenti: Battesimo, Prima Comunione, Cresima, il Matrimonio, Ordine sacro (e similmente l'Ordinazione presbiterale, con i giubilei sacerdotali; ovvero la Professione religiosa);
- Giubilei della Chiesa Cattolica;
- gli anniversari di nascita di Associazioni e movimenti cattolici[1].

Oltre alle persone giuridiche, la Benedizione Apostolica ha riguardato nel XX secolo l'anniversario di nascita o di morte di persone fisiche, impartita dal Pontefice nel corso di visite pastorali, oppure a mezzo di Lettera apostolica in modalità privata.
Le benedizioni apostoliche solitamente vengono inviate attraverso pergamene o diplomi a seguito di una richiesta scritta. Con le offerte ricavate dall'invio delle Benedizioni Apostoliche a mezzo di pergamena o telegramma, assieme ad altri oboli raccolti, si stanziano fondi riservati a elargizioni di varia entità destinate a singoli casi d'indigenza segnalati dalle varie diocesi, oppure si interviene direttamente per le strade di Roma a favore di poveri, senzatetto o altre situazioni di povertà di cui l'Elemosineria viene a conoscenza. Con i fondi raccolti si finanziano, inoltre, la distribuzione di pasti o di sacchetti della spesa per i poveri.

## Cronotassi degli elemosinieri
- Monsignore Mario Bovio (1621-1623)
- Monsignore Agostino Oreggi (6 agosto 1623 - 28 novembre 1633 creato cardinale)
- Monsignore Bartolomeo Oreggi (28 novembre 1633 - 1644)
- Monsignore Virgilio Spada, C.O. (1644 - 1659)
- Monsignore Francesco Ferrini (1659 - ?)
- Arcivescovo Federico Caccia (15 luglio 1691 - 13 aprile 1693 nominato arcivescovo di Milano)
- Arcivescovo Alessandro Bonaventura (13 aprile 1693 - 7 febbraio 1721 deceduto)
- Monsignore Ignazio Ferrante (8 maggio 1721 - 1722 deceduto)
- Arcivescovo Antonio Tasca (1722-1727)
- Arcivescovo Nicola Saverio Albini (20 gennaio 1727 - 11 aprile 1740 deceduto)
- Monsignore Teodoro Boccapaduli (aprile 1740 - 1777)
- Arcivescovo Giuseppe Maria Contesini (1778-1784)
- Arcivescovo Gregorio Bandi (17 dicembre 1787 - 10 aprile 1802 deceduto)
- Arcivescovo Francesco Bertazzoli (24 maggio 1802 - 10 marzo 1823 creato cardinale)
- Arcivescovo Filippo Filonardi (16 maggio 1823 - 3 luglio 1826 nominato arcivescovo di Ferrara)
- Arcivescovo Giovanni Soglia Ceroni (2 ottobre 1826 - 23 giugno 1834 nominato segretario della Congregazione dei vescovi e regolari)
- Arcivescovo Ludovico Tevoli (23 giugno 1834 - 9 aprile 1856 dimesso)
- Patriarca Alberto Barbolani di Montauto (16 giugno 1856 - 29 ottobre 1857 deceduto)
- Arcivescovo Gustav Adolf von Hohenlohe-Schillingsfürst (7 novembre 1857 - 22 giugno 1866 creato cardinale)
- Arcivescovo Frédéric-François-Xavier Ghislain de Mérode (10 luglio 1866 - 11 luglio 1874 deceduto)
- Arcivescovo Alessandro Sanminiatelli Zabarella (31 luglio 1874 - 22 dicembre 1906 dimesso)
- Arcivescovo Augusto Silj (22 dicembre 1906 - 6 dicembre 1916 nominato vicecamerlengo della Camera apostolica)
- Arcivescovo Giovanni Battista Nasalli Rocca di Corneliano (6 dicembre 1916 - 21 novembre 1921 nominato arcivescovo di Bologna)
- Arcivescovo Carlo Cremonesi (29 dicembre 1921 - 16 dicembre 1935 creato cardinale)
- Arcivescovo Giuseppe Migone (19 dicembre 1935 - 1º gennaio 1951 deceduto)
- Arcivescovo Diego Venini (12 gennaio 1951 - 16 dicembre 1968 ritirato)
- Arcivescovo Antonio Maria Travia (16 dicembre 1968 - 23 dicembre 1989 ritirato)
- Arcivescovo Oscar Rizzato (23 dicembre 1989 - 28 luglio 2007 ritirato)
- Arcivescovo Félix del Blanco Prieto (28 luglio 2007 - 3 novembre 2012 ritirato)
- Arcivescovo Guido Pozzo (3 novembre 2012 - 3 agosto 2013 nominato segretario della Pontificia commissione "Ecclesia Dei")
- Cardinale Konrad Krajewski, dal 3 agosto 2013

## Cronotassi dei capi ufficio
- Monsignore Romanus Mbena, dal 1° giugno 2025